# باغ گنبدی

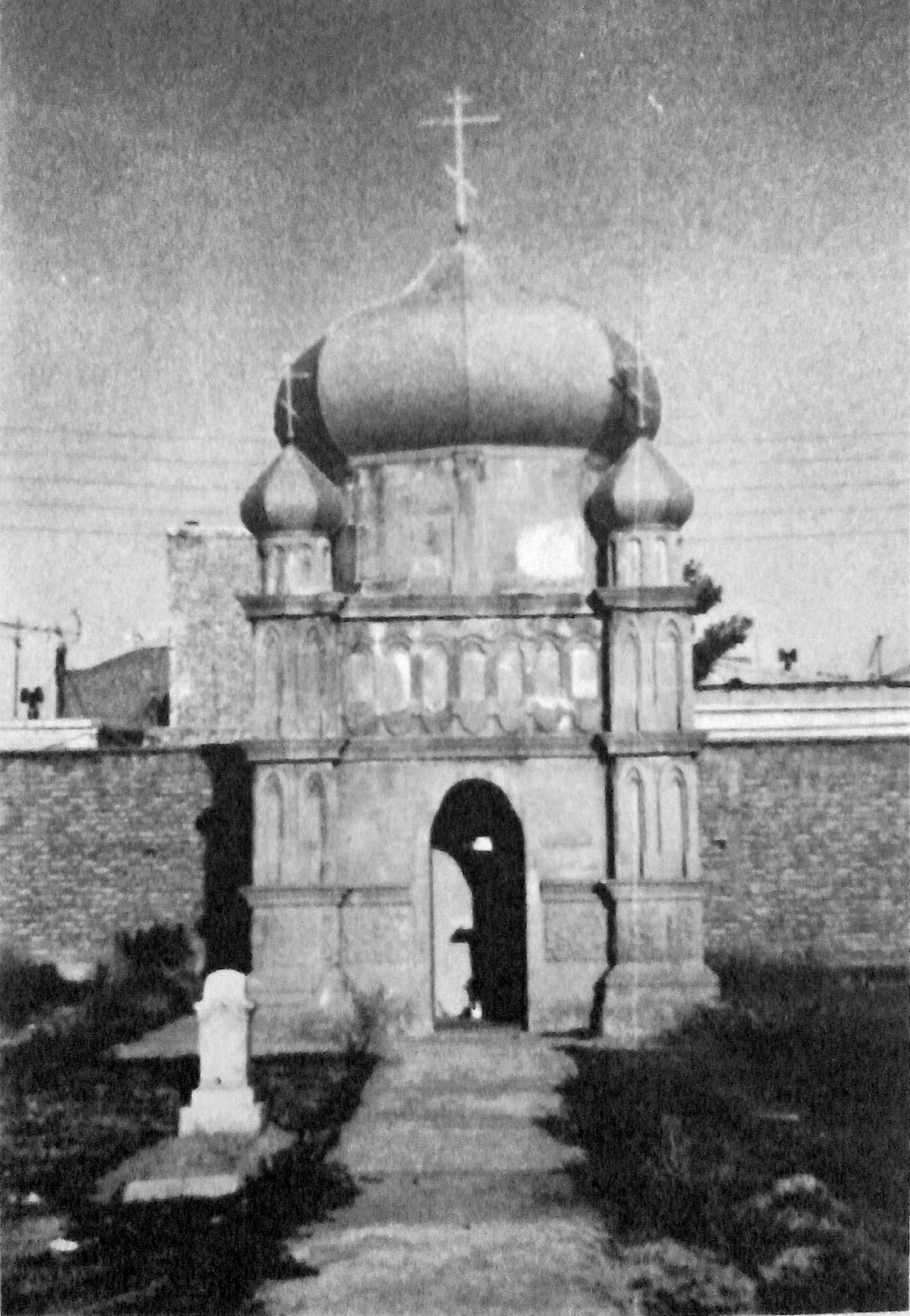
گنبذلی باغ تبریز

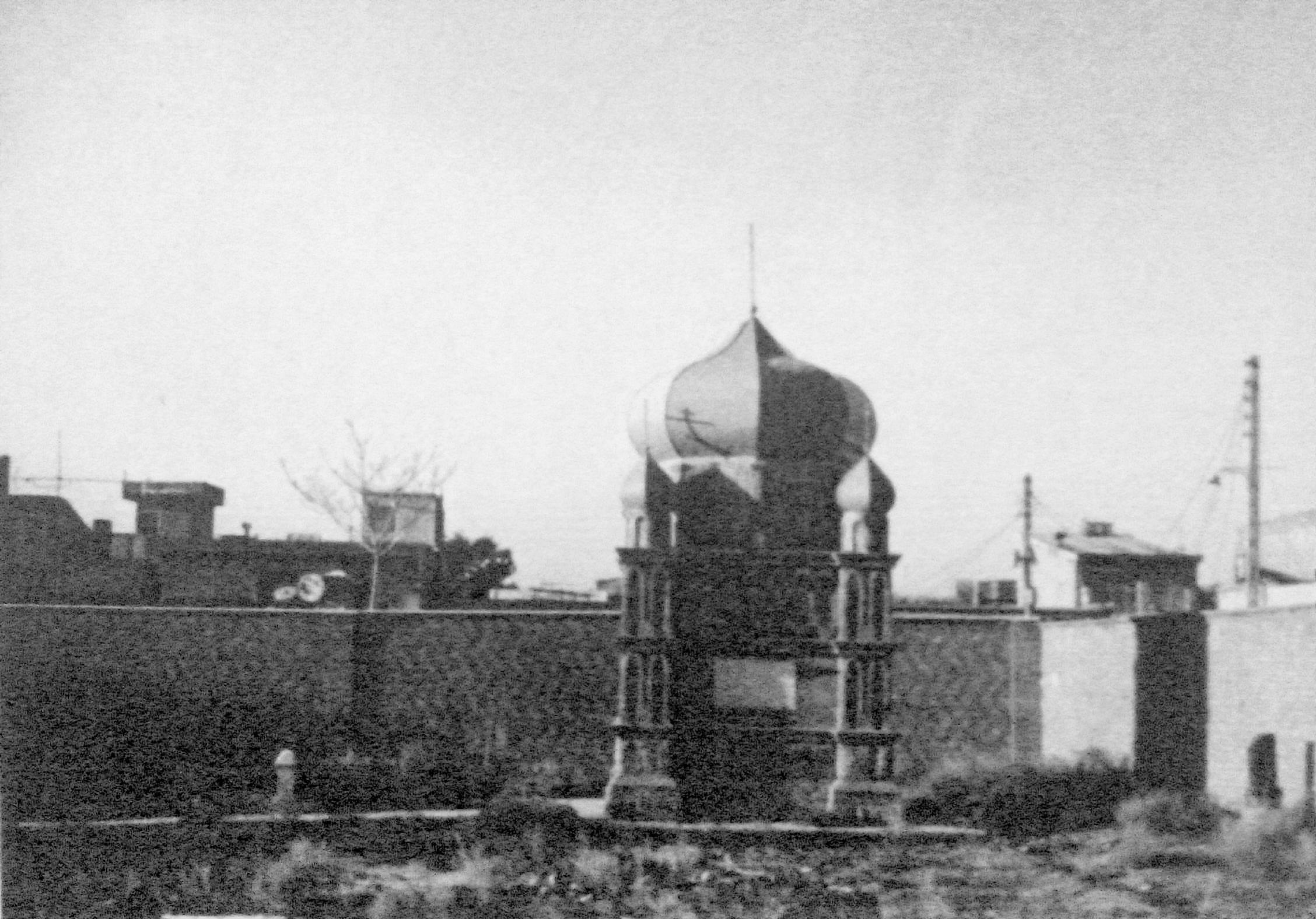
گنبذلی باغ تبریز

باغ گنبدی (به ترکی آذربایجانی: گنبذلی باغ)، باغی در تبریز است که در حاشیه بزرگراه آزادی و در مقابل دانشگاه هنر اسلامی تبریز واقع شده‌است. در این باغ، گورستانی وجود دارد که در آن به علت وجود بنایی شبیه کلیسا با گنبد شیروانی زرد رنگ، این باغ به نام «گنبذلی باغ» در میان مردم مشهور شده‌است.

## مشخصات
این بنا در گوشه شمال شرقی گورستان قرار دارد که بلندی آن به ۸ متر می‌رسد، تمام بنا از سنگ‌های تیشه‌ای آجری رنگی ساخته شده‌است که به آن‌ها «قومی داش» می‌گفتند. در بالای گنبد بزرگ، یک علامت صلیب نصب شده‌است. در چهار گوشه این عمارت، چهار گنبد کوچک با نشانی از صلیب وجود دارد. در سمت غربی کلیسا و گنبد، اتاقکی به عرض و طول یک متر در یک متر، ساخته شده‌است. محوطهٔ این باغ گورستانی ۱۰۲ در ۶۲ متر است.

## گورستان
گورستان گنبذلی باغ را مخصوص روس‌ها و فرانسوی‌های مقیم تبریز می‌دانند که اغلب فرانسوی‌ها در آسایشگاه باباباغی مشغول انجام خدمات درمانی به جذامیان بوده‌اند. مسئول امور فرانسوی‌ها «مادام جوزه برتی» می‌باشد. در محوطه گورستان تعداد ۶۸ عدد قبر از اهالی روسیه، فرانسه، ایتالیا، ارامنه و آشوری دیده می‌شود. چنین به نظر می‌رسد که گورستان از وسط به دو بخش تقسیم شده‌است. بخش شرقی مخصوص روس‌ها و بخش غربی مربوط به فرانسوی‌ها و سایر اقلیت‌های خارجی است. گویا در روزگاران قدیم حکومت تبریز این گورستان را برای دفن خارجیان مقیم تبریز اختصاص داده بوده‌است.
نوع معماری گنبد شبیه معماری روسی است و نمودی از کلیساهای حومه مسکو و کاخ کرملین است. روی سه طرف بنا سه سنگ نوشته به زبان روسی روی دیوار نصب شده‌است که روی آن تاریخ ساخت بنا در زمان نیکلای دوم امپراتور روس در سال ۱۹۰۹ است نوشته شده‌است.

### دفن‌شدگان
در بخش روسی این گورستان، یک گور دسته جمعی وجود دارد، به تاریخ ۱۹۱۵ که محل دفن بیست نفر از سربازان روسی است که در اشغال تبریز در سال ۱۹۱۵ در جنگ جهانی اول به دست سربازان عثمانی کشته شده بودند. «آنا دو بروتا» فرانسوی نیز در سال ۱۹۹۸ میلادی در این باغ دفن شده‌است. در این گورستان گوری به نام «ژرژ آلیشا»، یک گور ایتالیایی، یک گور به زبان آشوری (۱۹۵۸–۱۹۱۷) که قهرمان شمشیرزنی بود و قبر «ماریا ایوانوا» (۱۹۸۶–۱۹۰۳) به چشم می‌خورد.
در بخش جنوبی گورستان آنچه به نظر می‌رسد یک گور دسته جمعی دیگری است که در روی سنگ گور به زبان آشوری و به زبان فارسی نام افراد نوشته شده‌است و تاریخ دفن و مشخصات چنین است: از اهالی روستای «تکیه» و «اردوشانی» که در سال ۱۹۴۶ در تبریز به قتل رسیده‌اند به نام‌های «سرگیز بیت سرگیز»، «بوغوس ساهاکیان»، «سلطان باباخان»، «خوشه خوشانه»، «شاول شامالتا»، «شمشون سرگیززاده»، «یعقوب آنونه»، «نیکولا سلطان».
در حال حاضر نظارت بر این گورستان توسط فرانسوی‌های مقیم باباباغی انجام می‌شود. در سال‌های قبل محوطه گورستان دارای فضای سبز بود که در اثر عدم رسیدگی و خشکسالی از بین رفته‌است. در گوشه جنوب شرقی محوطه گورستان، حیاط نگهبان قرار دارد و یک درب آهنی بزرگ که روی آن علامت صلیب نصب شده به خیابان آزادی راه ورودی دارد.